# Canal Cavour
Le canal Cavour est un canal construit en soutien à l'agriculture, en particulier à la culture du riz, qui naît du Pô à Chivasso et se termine en se déversant dans le Tessin au niveau de la commune de Galliate. Il tire son nom de Camillo Cavour.

## Caractéristiques
À l'entrée, il a un débit maximum de 110 m3/s qui, à l'est du Sesia, se réduit à 85 m3/s. Sa longueur totale est de 85 km ; il est le second canal italien pour la longueur, après le canal Villoresi.
Son altitude est de 177 mètres.

## Parcours
La dérivation du Pô, est située à environ 200 mètres à l'est du pont de Chivasso sur la rive droite du fleuve. Après quelque 600 mètres on rencontre la chiavica d'imbocco, l'édifice qui abrite les vannes destinées à réguler le débit du canal. Un bref canal de dérivation situé en amont des vannes permet la restitution des eaux en excès dans le Pô. Après quelques kilomètres en direction de l'est, le Canal Cavour passe par un pont-canal au-dessus de la Doire baltée dont il reçoit les eaux peu après, à partir du Cavo Farini qui capte les eaux de la Dora aux environs de Saluggia. L'apport hydrique de la Doire Baltée au régime hydrologique caractérisé par des crues estivales et des étiages hivernaux (l'exact opposé du Pô), est essentiel, surtout en été, ou il supplée aux importantes carences de débit du Pô en cette saison. Le Canal Cavour se dirige ensuite décidément vers le nord-est et dans les environs de Lamporo entre dans la zone rizicole du bas Vercellois. Après avoir traversé les torrents Elvo et Cervo sa direction principale retourne alors vers l'est et, passé le Sesia, il entre dans la province de Novare. Là, le canal passe un peu au nord du chef-lieu et se jette enfin dans le Tessin au niveau de la commune de Galliate à 85 kilomètres de son embouchure. Dans son long trajet le canal franchit les différents cours d'eau naturels qui traversent la plaine rizicole grâce à une série d'ouvrages hydrauliques dont les plus importants sont les ponts-siphons qui permettent le passage sous l'Elvo, la Sesia, l'Agogna et le  Terdoppio et les ponts-canaux passent au-dessus de la Doire baltée, du Cervo, du Rovasenda et du Marchiazza (it).

## Histoire
Le nom du canal évoque celui de Camillo Cavour qui en fut l'un des promoteurs. Le topographe vercellois Francesco Rossi fut le premier, dans les années 1840, à avoir l'idée de cette réalisation. L'aspect actuel du canal découle cependant du projet confié en 1852 à l'ingénieur Carlo Noè par le comte Camillo Cavour, alors Président du Conseil du royaume de Sardaigne. Son inauguration, que Cavour, mort en 1861 ne verra pas, intervient le 12 avril 1866 sous le jeune royaume d'Italie et coûte près de 45 000 000 de lires. La gestion fut, jusqu'en 1977, confiée à l'Amministrazione generale dei canali demaniali d'irrigazione (administration générale des canaux d'irrigation domaniaux) et, par l'intermédiaire d'une concession temporaire, à un consortium représentant les utilisateurs finaux des eaux du canal des provinces de Verceil et Novare, respectivement Ouest Sesia et Est Sesia. Par la suite, la loi 984 du 27 décembre 1977 (loi Quadrifoglio, « trèfle ») transféra la compétence sur les canaux domaniaux aux Régions (en l'occurrence à la Région Piémont). Les deux consortium ont dès lors constitué la Coutenza Canali Cavour. Cet organisme, dont le siège administratif est situé à Novare et le siège social à Verceil, outre le Canal Cavour, s'occupe de la gestion des autres canaux d'intérêt commun présents dans la zone.

## Iconographie

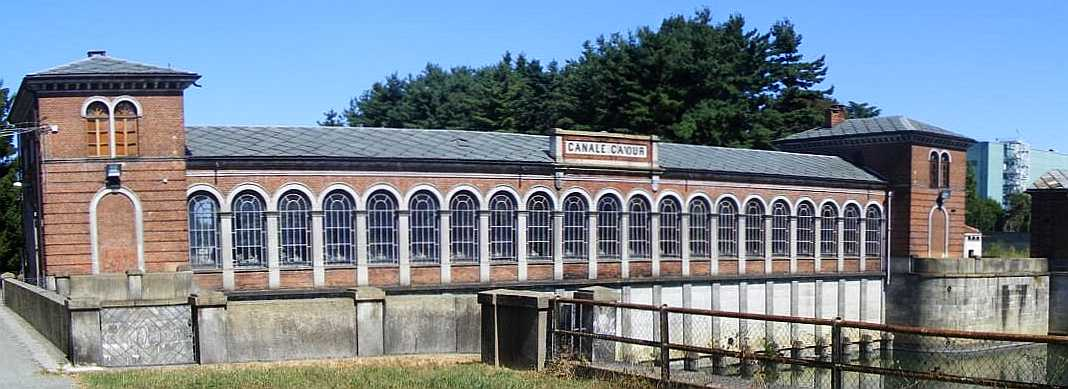
La « chiavica d'imbocco » à Chivasso
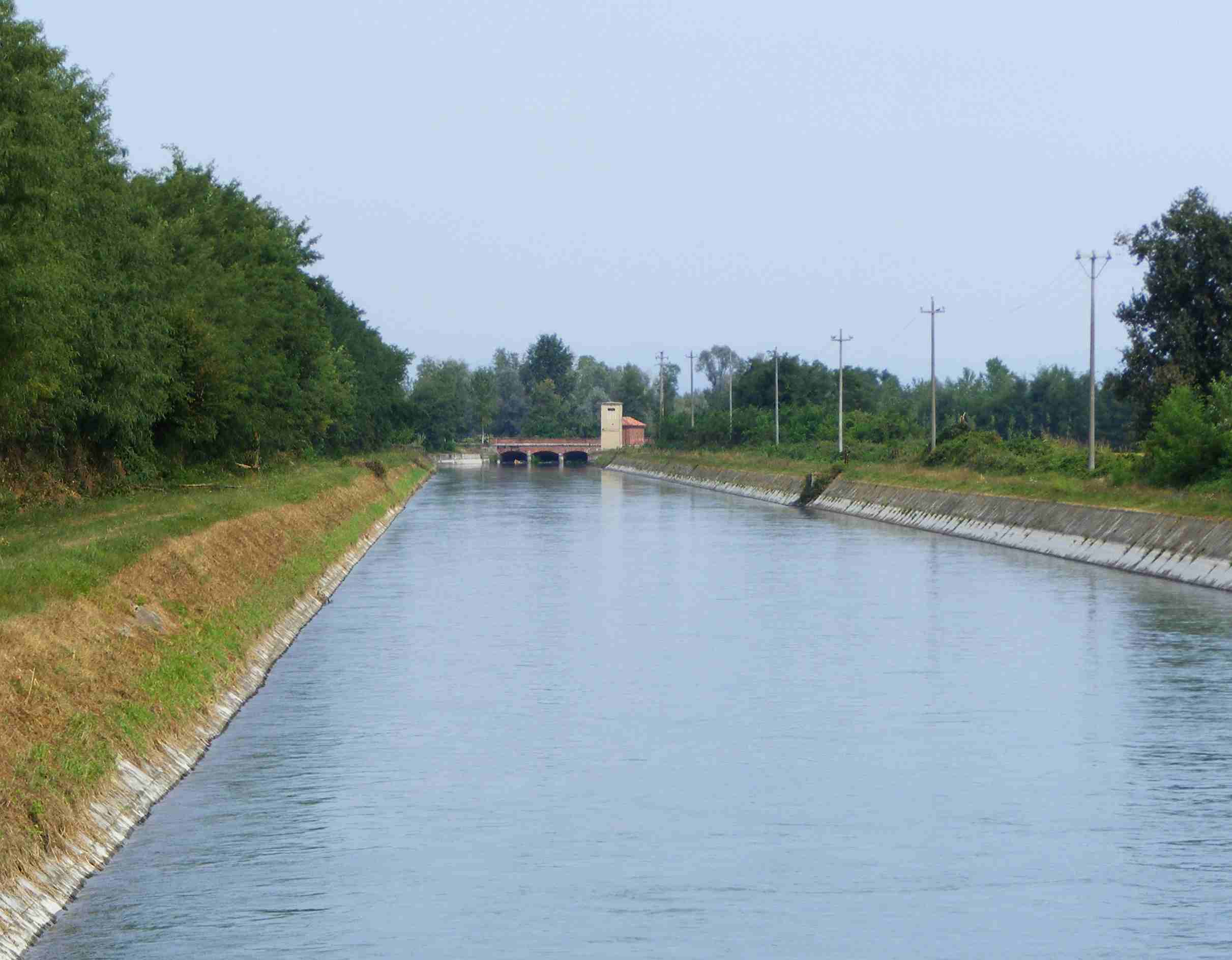
Le siphon inversé de Vettignè
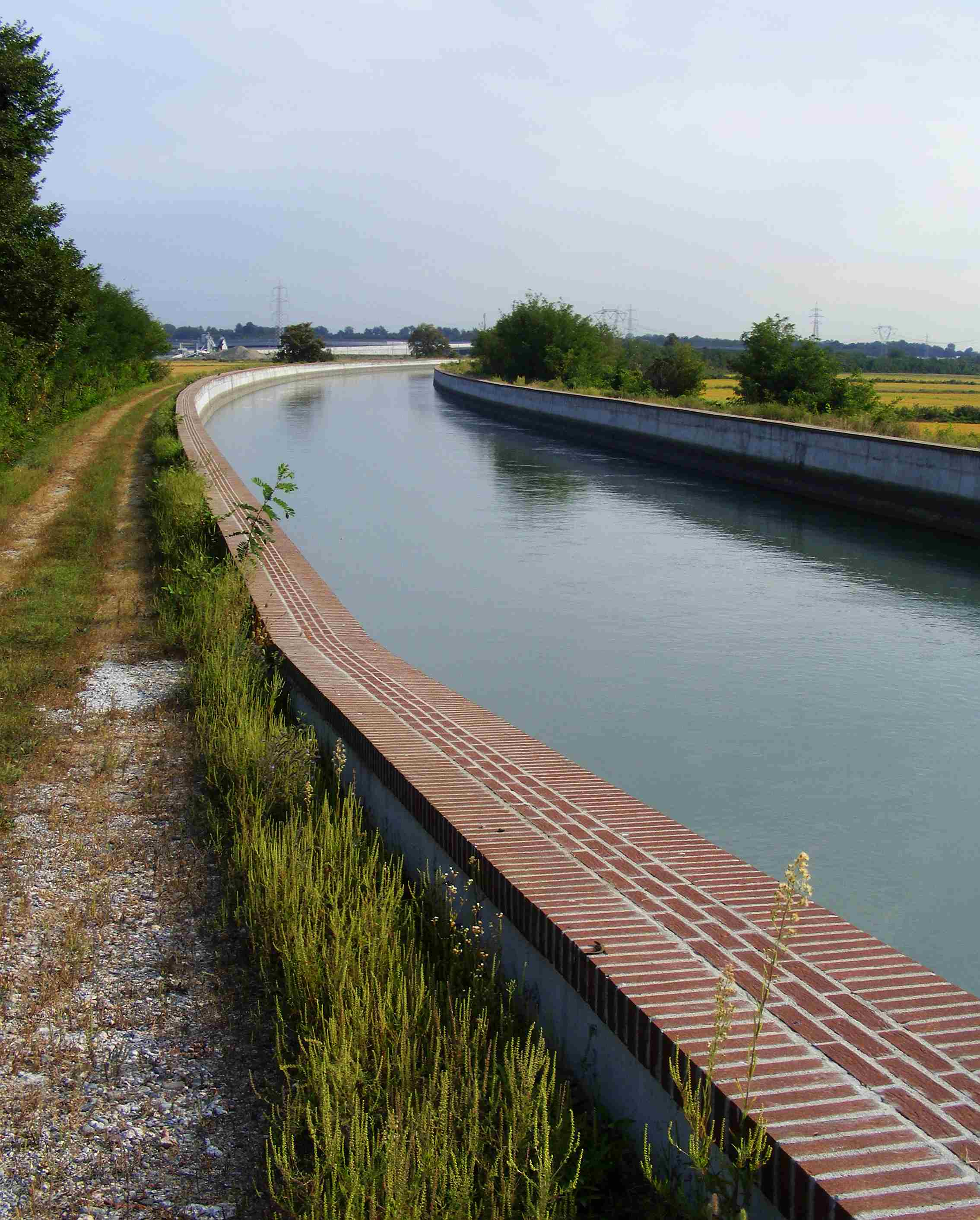
Le canal aux environs de Balocco
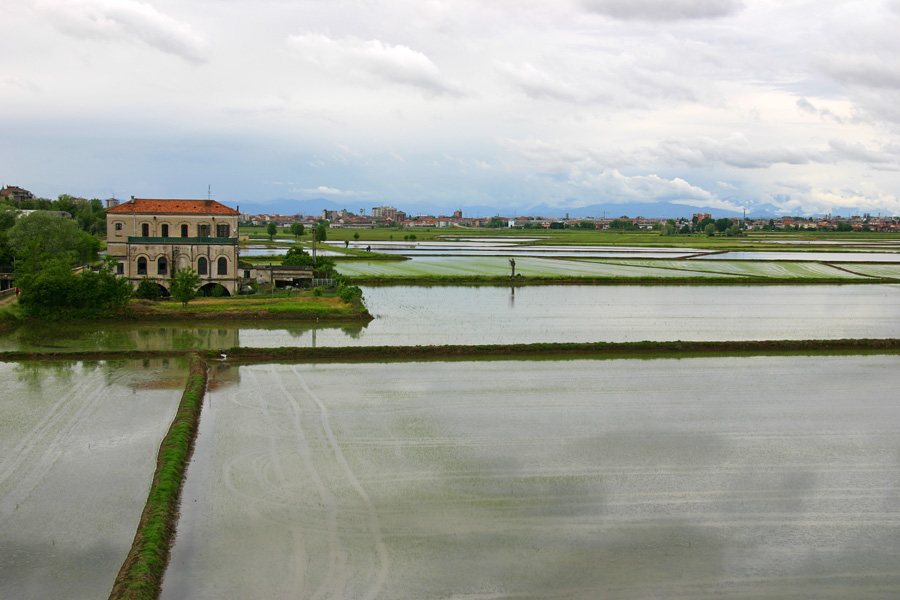
Rizières inondées au sud de Novare